# Bell Hedqvist
Bell Hedqvist, egentligen Bell Palmi, född Berna Augusta Ragnhild Palm 25 juli 1893 i Östersund, död 23 augusti 1959 i Stockholm, var en svensk skådespelare. Hon var mellan 1914 och 1935 gift med regissören och skådespelaren Ivan Hedqvist.

## Filmografi
- 1919 – Dunungen
- 1920 – Erotikon
- 1921 – Vallfarten till Kevlaar